# Tjusebotorp och Ättinge
Tjusebotorp och Ättinge är en bebyggelse norr om tätorten Örebro i Hovsta socken i Örebro kommun. Från 2015 avgränsar SCB här en småort.